# Креховецкий-Ющенко, Сергей Фёдорович
Сергей Фёдорович Креховецкий-Ющенко (22 сентября 1857 — не ранее 1917) — русский военный деятель, генерал от инфантерии (1916).

## Биография
Родился в 1857 году. Среднее военное образование: Павловское военное училище (выпуск 1877; с чином прапорщика). В составе 3-й резервной артиллерийской бригады принимал участие в Русско-турецкой войне 1877—78 годов. Поручик (1879). 
Высшее военное образование: Александровская военно-юридическая академия (выпуск 1886; по 1-му разряду). Капитан (1886). 
Служил в различных военных судах на следующих должностях:
- Помощник прокурора Казанского военно-окружного суда (1887—1890; с 1889 года — подполковник)
- Военный следователь Виленского военно-окружного суда (1890—1902; с 1893 года — полковник, с 1902 года — генерал-майор)
- Судья Киевского военно-окружного суда (1902—1906)
- Прокурор того же суда (1906—1909; с 1908 года — генерал-лейтенант)
- Председатель Варшавского военно-окружного суда (1909—1912)
- Постоянный член Главного военного суда Русской императорской армии (с 1912)

Когда в 1915 году, на фоне событий Первой мировой войны, была создана Чрезвычайная следственная комиссия для расследования нарушений законов и обычаев войны австро-венгерскими и германскими войсками, генерал-лейтенант С. Ф. Креховецкий-Ющенко стал одним из восьми её постоянных членов. В годы Великой Отечественной войны опыт работы этой комиссии был учтён при создании Чрезвычайной государственной комиссии по установлению и расследованию злодеяний немецко-фашистских захватчиков, а её документальное наследие — переиздано. 
В 1916 году, по-прежнему находясь на действительной службе, был произведён в генералы от инфантерии. 
Имел все награды вплоть до Ордена Святого Владимира 2-й степени (1915). 
После Февральской революции, уже в марте 1917 года вышел в отставку. 
Дальнейшая судьба неизвестна.

## Награды
- Орден Святой Анны 4 степени (1878)
- Орден Святого Станислава 3 степени с мечами и бантом (1878)
- Орден Святой Анны 3 степени (1890)
- Орден Святого Станислава 2 степени (1894)
- Орден Святой Анны 2 степени (1898)
- Орден Святого Владимира 3 степени (1905)
- Орден Святого Станислава 1 степени (1911)
- Орден Святой Анны 1 степени (1913)
- Орден Святого Владимира 2 степени (1915)